# 沃索爾港口之役
沃索爾港口之役（英語：Battle of Port Walthall Junction）於1864年5月6日至7日發生在維吉尼亞，是南北戰爭中北軍為奪得里奇蒙彼得斯鐵路以削弱南軍的實力而發動的第一場百慕達韓垂戰事的戰役。而南軍最終被打敗，撤往史威夫特溪附近等候援兵。